# Deutsche Feldhandball-Meisterschaft 1950
Die Deutsche Feldhandball-Meisterschaft 1950 wurde in einem Ausscheidungsturnier zwischen dem 3. Juni und dem 2. Juli 1950 ausgespielt; das Turnier war die erste vom DHB ausgerichtete Meisterschaftsrunde im Feldhandball der Männer.
Das Endspiel fand am 2. Juli 1950 vor 22.000 Zuschauern im Kieler Holstein-Stadion statt. Erster Deutscher Meister nach Gründung des Dachverbands DHB 1949 wurde der THW Kiel, damals noch unter dem Namen TV Hassee-Winterbek, der das Finalspiel gegen SV Polizei Hamburg, den Hallenmeister derselben Saison, mit 10:9 knapp für sich entscheiden konnte. Nach dem Gewinn der Meisterschaft 1948 war dies der zweite Titelgewinn der „Zebras“ auf dem Großfeld.

## Modus
Über die Meisterschaftsrunden der fünf Regionalverbände hatten sich acht Vereine zur Teilnahme an der Endrunde qualifiziert:
SV Polizei Hamburg (Norddeutscher Meister; Deutscher Meister 1950 (Halle))
THW Kiel (Norddeutscher Vizemeister)
RSV Mülheim (Westdeutscher Meister, Titelverteidiger)
Sportfreunde Gevelsberg (Westdeutscher Vizemeister)
Sportgemeinde Haßloch (Südwestdeutscher Meister)
TC Frisch Auf Göppingen (Süddeutscher Meister)
SG Dietzenbach (Süddeutscher Vizemeister)
SC Rehberge (Berliner Meister)
Die Mannschaften spielten die Meisterschaft in einer K.-o.-Runde aus. Die Siegermannschaften der Vorrunde ermittelten über ein Halbfinale die beiden Endspielteilnehmer und die Teilnehmer am Spiel um den dritten Platz; weitere Platzierungsspiele wurden nicht durchgeführt.
Die Spieldauer betrug 2 × 30 Minuten; bei Gleichstand nach regulärer Spielzeit wurden die Spiele in der Verlängerung (2 × 10 Minuten) entschieden.

## Turnierverlauf
In der Vorrunde gewannen durchweg die favorisierten Mannschaften ihre Spiele.
Im Halbfinale vor 20.000 Zuschauern in Duisburg konnte der am Ende konditionell stärkere Polizeiverein aus Hamburg die Mülheimer Titelverteidiger knapp auf Abstand halten. Noch spannender verlief die Begegnung des zweiten Halbfinales zwischen dem THW Kiel und Frisch Auf Göppingen. 12.000 Zuschauer im Kieler Stadion Waldwiese „erlebten [...] ein[en] mit äußerster Erbitterung geführte[n] Kampf zweier Klassemannschaften“, in dem die Führung regelmäßig wechselte. Sieben Minuten vor Ende der regulären Spielzeit lag Göppingen mit 10:8 in Führung, aber die Kieler schafften noch den Ausgleich zum 10:10. Bis zur Halbzeit der Verlängerung konnte sich Göppingen wehren (14:13), hatte dann aber im letzten Spielabschnitt nichts mehr zuzusetzen, während den Kielern fünf weitere Treffer gelangen (Endstand 19:13).
Damit war das Endspiel zur rein norddeutschen Angelegenheit geworden. Trotz Heimrecht der Kieler im gerade neu eingeweihten Stadion konnte Polizei Hamburg als leicht favorisiert gelten; die Spielvereinigung der Polizei hatte die letzten fünf Auseinandersetzungen mit dem THW für sich entscheiden können, und seit einem Jahr hatten die „Polizisten“ kein Handballspiel mehr verloren. Aber an diesem Tag war der THW nicht zu schlagen: „Hassee lieferte ein großes Spiel“ und gewann verdient, wie der Berichterstatter des Hamburger Abendblatts resümierte. Das Spiel um den dritten Platz gewann Vorjahresmeister RSV Mülheim überraschend klar gegen die favorisierten Göppinger.

### Vorrunde
3. Juni
RSV Mülheim – SC Rehberge: 18:3 (Halbzeit: 8:1)
TC Frisch Auf Göppingen – Sportfreunde Gevelsberg: 13:7 (4:2)
Sportgemeinde Haßloch – THW Kiel: 5:9 (1:5)
SV Polizei Hamburg – SG Dietzenbach: 14:9 (9:1)

### Finalrunde
Halbfinale, 17. Juni
RSV Mülheim – SV Polizei Hamburg: 5:7 (2:3)
THW Kiel – TC Frisch Auf Göppingen: 19:13 (nach Verlängerung; 7:6, 10:10, 14:13)
Spiel um Platz 3, 2. Juli
RSV Mülheim – TC Frisch Auf Göppingen: 20:10 (9:6)
Finale, 2. Juli
THW Kiel – SV Polizei Hamburg: 10:9 (4:4)

### Die Meistermannschaft
| THW Kiel | THW Kiel |
| -------- | --- |
|          | Helmut Wriedt, Heinrich Bücker, Heinrich Dahlinger, Hansjürgen Knipphals, Rolf Krabbenhöft, Kurt Ochs, Herbert Podolske, Heinz Rieckmann, Herbert Rohwer, Theo Schwedler, Heinz-Georg Sievers, Fritz Westheider (Spielertrainer), Fritz Weßling |